# How I Met Your Mother (4.ª temporada)
A quarta temporada da série de comédia televisiva americana How I Met Your Mother estreou em 22 de setembro de 2008 e terminou em 18 de maio de 2009. Consistiu em 24 episódios, cada um com aproximadamente 22 minutos de duração. A CBS transmitiu a quarta temporada nas noites de segunda-feira às 20:30 nos Estados Unidos. A quarta temporada completa foi lançada em DVD da Região 1 em 29 de setembro de 2009.
A quarta temporada é a única de How I Met Your Mother a ser indicada ao Emmy do Primetime de melhor série de comédia.

## Sinopse
Stella diz sim a proposta de Ted. Robin tem um novo trabalho no Japão , mas rapidamente se demite e retorna a Nova York para assistir ao casamento de Ted, depois de perceber o quanto ela sente falta de seus amigos. Stella deixa Ted no altar para reatar com Tony (Jason Jones), o pai de sua filha. Barney luta contra seus sentimentos por Robin enquanto sua empresa o transfere para a equipe de gestão de uma nova aquisição, a Goliath National Bank (GNB), onde Marshall aceitou uma posição também.
Marshall e Lily mudam para seu novo apartamento e debatem sobre se estão ou não prontos para terem filhos. Robin se torna companheira de quarto de Ted e consegue um emprego como uma âncora para um programa de notícias após Barney enviar seu vídeo-currículo. Ted e Robin decidem dormir juntos constantemente para que eles não briguem por causa dos maus hábitos de convivência de cada um. Barney tenta fazê-los parar de brigar e acaba revelando a Ted seu amor por Robin.
Ted descobre que Lily sabotou todas as suas relações com qualquer pessoa que ela não aprova e, indiretamente, pode ter inspirado o seu rompimento com Robin. Robin e Ted acabam falando sobre isso, causando em sua amizade um novo começo que se desloca em direção a uma nota positiva. Depois de Barney finalmente dormir com a mulher 200 (e esfregar na cara do valentão de sua infância que zombava dele e o perseguia), ele começa a questionar o propósito do restante de sua vida, deixando-o mais certo de seus sentimentos por Robin.
Ted esbarra em Stella e Tony. Ted e Tony conversam e mais tarde Tony decide visitá-lo, simpatizando com Ted sobre a perda de Stella. Tony oferece a ele um emprego como professor de arquitetura, que Ted inicialmente recusa.
No episódio final, Robin descobre que Barney a ama, e inicialmente se recusa a comprometer-se, mas após uma relação sexual, eles aparentemente finalizam a temporada juntos. Ted decide que ser um arquiteto o está levando a lugar nenhum e, finalmente, decide de vez se tornar um professor universitário. O último episódio termina com Ted preparando-se para dar sua primeira aula e o Futuro Ted revelando a seus filhos que uma das mulheres da classe é a sua mãe.

## Elenco e personagens
| - Josh Radnor como Ted Mosby - Jason Segel como Marshall Eriksen - Cobie Smulders como Robin Scherbatsky - Neil Patrick Harris como Barney Stinson - Alyson Hannigan como Lily Aldrin - Bob Saget (não creditado) como Futuro Ted Mosby (apenas voz) | - Sarah Chalke como Stella Zinman - Lyndsy Fonseca como Penny Mosby - David Henrie como Luke Mosby - Charlene Amoia como Wendy, a garçonete - Bryan Callen como Bilson - Jason Jones as Tony Grafanello - Darcy Rose Byrnes como Lucy Zinman - Marshall Manesh como Ranjit - Joe Nieves como Carl - Matt Boren como Stuart | - Regis Philbin como ele mesmo - Bill Fagerbakke como Marvin Eriksen, Sr. - David Burtka como Scooter - Frances Conroy como Loretta Stinson - Erin Cahill como Heather Mosby - Brooke D'Orsay como Margaret (Betty - esposa do Barney) - Laura Prepon como Karen - Kendra Wilkinson como ela mesma - Kevin Michael Richardson como Stan - Heidi Montag como ela mesma - Spencer Pratt como ele mesmo - Kim Kardashian como ela mesma - Will Sasso como Doug Martin |

## Episódios
| N.º na série | N.º na temp. | Título                        | Dirigido por  | Escrito por                   | Exibição original      | Cód. de produção | Audiência (milhões) |
| --- | ------------ | ----------------------------- | ------------- | ----------------------------- | ---------------------- | ---------------- | ------------------- |
| 65 | 1            | "Do I Know You?"              | Pamela Fryman | Carter Bays e Craig Thomas    | 22 de setembro de 2008 | 4ALH01           | 9,79                |
| Ted pede Stella em casamento e ela aceita. Enquanto isso, Barney pede ajuda a Lily, porque ele está apaixonado por Robin e quer conquistá-la. Ted vai relatar o casamento a Marshall, mas ressalta que há apenas alguns meses eles se conhecem e quase nada sabem um do outro. Barney convida Robin para jantar, sob o conselho de Lily, mas ele se comporta tão suavemente que Robin acha que ele está tirando sarro dela e a noite toda ela tenta fazê-lo notar uma garçonete. Stella e Ted organizam um jantar em sua casa para se conhecerem melhor, mas ele coloca amendoim na comida, sem saber que a garota é alérgica, enviando-a para o hospital. Barney, sempre tentando ser legal com Robin, pergunta a ela sobre seu trabalho, e ela diz que gostaria de se candidatar a outro emprego, mas que não tem coragem. De volta da sala de emergência, Ted e sua noiva passam a noite contando tudo, até que Ted descobre que Stella nunca viu Guerra nas Estrelas, que é o seu filme favorito absoluto. No dia seguinte, Ted mostra a ela o filme, e ele e Marshall a espionam. Quando o filme termina, ela diz a Ted que ela amou, mas Marshall percebe que isso não é verdade. |              |                               |               |                               |                        |                  |                     |
| 66 | 2            | "The Best Burger in New York" | Pamela Fryman | Carter Bays e Craig Thomas    | 29 de setembro de 2008 | 4ALH02           | 8,72                |
| Marshall lembra, pela primeira vez em Nova York, que havia comido o melhor hambúrguer do mundo, mas a partir daquele dia nunca mais encontrou o lugar. Graças à ajuda de Robin, Marshall encontra o local, mas o hambúrguer não é o que ele considerou "o melhor"; acontece que o restaurante era a cópia exata de outro restaurante, que, no entanto, está fechado e substituído por um caixa eletrônico do banco em que Barney trabalha, o Goliath National Bank, onde o próprio Marshall fará seu trabalho em breve. Por fim, graças à ajuda de um distribuidor de folhetos promocionais, é descoberto que o local ainda existe, mas só foi movido. Então o grupo vai a esse restaurante e pode finalmente comer o melhor hambúrguer do mundo. |              |                               |               |                               |                        |                  |                     |
| 67 | 3            | "I Heart NJ"                  | Pamela Fryman | Greg Malins                   | 6 de outubro de 2008   | 4ALH04           | 8,97                |
| Ted vive em Nova York , enquanto Stella vive em Nova Jersey, portanto, ele é forçado todas as noites a viajar de trem para se dividir entre sua namorada e amigos, passando a noite viajando sem vê-los e conhecendo muitas pessoas estranhas, incluindo Matisse, o skatista de trem. Para resolver seu problema, Ted convida todos os seus amigos a irem para Stella, e mesmo que Lily e os outros inicialmente recusem, dizendo que odeiam a cidade do outro lado do rio. Todos estão todos na casa de Stella, mas acontece que ela não encontrou uma babá para Lucy e, portanto, são forçados a passar a noite em casa, precisamente no porão, e Stella começa a sugerir que Ted vai morar com ela. Ele e Marshall vão ao supermercado para comprar cerveja e Ted está ainda mais convencido de que ele quer viver para sempre em Nova York, apesar de seu amigo tentar convencê-lo a considerar a transferência. Ted chega em casa e confessa a Stella que odeia Nova Jersey e que nunca vai morar lá. Os dois começam a discutir sobre qual cidade é melhor, mas o ponto é que Stella não quer arrancar sua filha Lucy da cidade onde ela nasceu e sai da sala chorando. Enquanto isso, Robin descobre, graças a um telefonema de seu agente, que ela não havia conseguido o novo emprego, mas apenas uma entrevista e, assim, ela chama seu ex-chefe para conseguir seu emprego de volta e ele diz que, se ela conseguir chegar lá para o noticiário das onze horas, o trabalho ainda será dela. Robin, contra o conselho de Barney e Lily, deixa Nova Jersey com a bicicleta de Lucy para Nova York, em apenas trinta minutos ele chega ao trabalho. Uma vez lá, ela entende novamente que não quer esse emprego e desiste novamente. Ted sobe para encontrar Stella, mas encontra Lucy, que não consegue dormir, e depois conta uma história para ela; a menina adormece e Ted, observando-a dormir, toma sua decisão. Ele procura por Stella e depois de um longo beijo, ele diz que vai ficar com ela e deixar Nova York. Robin vai a uma entrevista e consegue um emprego em Tóquio. Barney fica paralisado com a notícia de que seu amor secreto está prestes a partir. |              |                               |               |                               |                        |                  |                     |
| 68 | 4            | "Intervention"                | Michael Shea  | Stephen Lloyd                 | 13 de outubro de 2008  | 4ALH03           | 9,25                |
| Ted tem que se mudar para Nova Jersey, Lily e Marshall precisam ir para o novo lar e Robin tem que se mudar para o Japão. Embora as decisões tenham sido tomadas, o grupo não pode se separar da ideia de permanecer unido, mas no final eles decidem e entendem que as mudanças devem ser feitas. Enquanto isso, Barney tenta se vestir de octogenário, mostrando que, mesmo na velhice, ele continuará sendo o mesmo playboy de 2008. |              |                               |               |                               |                        |                  |                     |
| 69 | 5            | "Shelter Island"              | Pamela Fryman | Chris Harris                  | 20 de outubro de 2008  | 4ALH05           | 9,45                |
| Ted e Stella exploram o fato de a irmã de Stella ter terminado com o noivo alguns dias antes do casamento e tomar o lugar deles no casamento. Inicialmente, Stella se recusa a deixar Ted convidar Robin, sugerindo seu medo de que Ted se apaixone por sua ex novamente e retorne com ela. Ted decide ligar para Robin para dizer a ela para não vir, mas Barney se oferece para ligar para ela e, em vez disso, diz para ela chegar o mais rápido possível. Enquanto isso, Barney é provocado pela irmã de Stella, que lhe oferece performances sexuais inesquecíveis. Robin chega ao casamento e não fica feliz em ver Ted se casar e pensa em estar com Barney para beber com ele, mas quando ela chega ao quarto, já o encontra na companhia da garota da recepção e, mais tarde, também da irmã de Stella. Enquanto isso, Ted foi buscar a filha de Stella e também convida o pai dela, o ex de Stella, Tony. Robin, pouco antes do casamento, decide voltar para Nova York sem comparecer ao casamento, mas, na balsa que a levará de volta a Nova York, ela reconhece Stella e Tony, que voltaram a se reunir. O episódio termina com Ted sendo consolado por todos os seus amigos, exceto Robin, que já haviam voltado para casa. |              |                               |               |                               |                        |                  |                     |
| 70 | 6            | "Happily Ever After"          | Pamela Fryman | Jamie Rhonheimer              | 3 de novembro de 2008  | 4ALH06           | 9,40                |
| Ted, vendo Stella em um restaurante, decide a seguir até sua casa para fazê-la entender que deixá-lo foi o maior erro de sua vida, mas no último momento ele percebe que ela e Tony são feitos um para o outro |              |                               |               |                               |                        |                  |                     |
| 71 | 7            | "Not a Father's Day"          | Pamela Fryman | Robia Rashid                  | 10 de novembro de 2008 | 4ALH07           | 9,79                |
| Barney descobre que ele pode ter um filho em pouco tempo e, mesmo que isso não aconteça, ele decide se voltar para Deus. Quando descobre que a notícia foi um alarme falso, ele cria uma festa, o dia dos não pais. Enquanto isso, Marshall e Lily pensam na ideia de criar um filho, mas desistem porque Marshall trabalha demais e não tem tempo para se dedicar a um futuro herdeiro. Robin se move momentaneamente para Ted. |              |                               |               |                               |                        |                  |                     |
| 72 | 8            | "Woooo!"                      | Pamela Fryman | Carter Bays e Craig Thomas    | 17 de novembro de 2008 | 4ALH09           | 9,99                |
| Enquanto Ted tenta conseguir o emprego de arquiteto para construir a sede do Goliath National Bank, Lily tenta se juntar ao grupo de "Woo Girls", meninas sempre felizes que constantemente gritam a palavra "Woo". |              |                               |               |                               |                        |                  |                     |
| 73 | 9            | "The Naked Man"               | Pamela Fryman | Joe Kelly                     | 24 de novembro de 2008 | 4ALH08           | 10,04               |
| Depois que um homem chamado Mitch consegue dormir com Robin apenas se mostrando nu na frente dela, Ted, Lily e Barney tentam fazer sua técnica para eles, chamada "técnica do homem nu". Apesar de Ted e Lily terem sucesso, Barney falha. |              |                               |               |                               |                        |                  |                     |
| 74 | 10           | "The Fight"                   | Pamela Fryman | Theresa Mulligan Rosenthal    | 8 de dezembro de 2008  | 4ALH10           | 10,49               |
| O barman do MacLaren, Doug, pede que Ted e Barney participem de uma briga nos fundos. Depois de alguns momentos de hesitação, os dois correm para ajudar Doug, mas quando chegaram na parte de trás, Doug já havia derrotado os três oponentes. O único problema é que Doug achava que Ted e Barney também estavam presentes. Ted e Barney, para obter mais atenção das meninas, fingem ter realmente participado do confronto, mesmo que no final elas sejam forçadas a dizer a verdade. |              |                               |               |                               |                        |                  |                     |
| 75 | 11           | "Little Minnesota"            | Pamela Fryman | Chuck Tatham                  | 15 de dezembro de 2008 | 4ALH12           | 11,44               |
| A irmã de Ted, Heather, uma garota muito irresponsável, chega a Nova York. Ela quer fazer seu irmão entender que ela mudou, e faz isso com a ajuda de Barney. Enquanto isso, Marshall leva Robin a um bar em Minnesota para consolá-la por estar triste por não ter emprego nem namorado, mesmo que os esforços de Marshall não sejam úteis, até que ele a leve a um bar canadense. |              |                               |               |                               |                        |                  |                     |
| 76 | 12           | "Benefits"                    | Pamela Fryman | Kourtney Kang                 | 12 de janeiro de 2009  | 4ALH11           | 11,76               |
| Ted e Robin não se dão bem em sua coexistência no apartamento e, assim, resolvem suas brigas com um relacionamento sexual. Barney está com ciúmes de Ted e não gosta dos dois dormindo juntos. Ted descobre o fato e, embora não fale sobre isso com seu amigo, que nega a situação, decide, junto com Robin, que não tem conhecimento dos sentimentos de Barney, voltar a viver juntos sem atos sexuais. Enquanto isso, Marshall tenta não ser notado no trabalho quando vai ao banheiro. |              |                               |               |                               |                        |                  |                     |
| 77 | 13           | "Three Days of Snow"          | Pamela Fryman | Matt Kuhn                     | 19 de janeiro de 2009  | 4ALH13           | 10,69               |
| Uma tempestade de neve de três dias chega a Nova York: no primeiro, Marshall, acompanhado por Robin, vai ao aeroporto buscar Lily, que deveria chegar naquele dia. Mas quando ela não está lá, Marshall se lembra da mensagem que ela deixou, que não ouvira anteriormente, que dizia que chegaria dois dias depois. O segundo vê Ted e Barney ocupados organizando, primeiro na McLaren e depois continuando até a casa de Ted, uma festa à base de álcool. A terceira, Lily chega ao aeroporto, mas não encontra Marshall esperando por ele. Em algum momento, uma orquestra musical chega onde Lily está e Marshall assume, que, depois de se desculpar pelo atraso, a leva para casa. |              |                               |               |                               |                        |                  |                     |
| 78 | 14           | "The Possimpible"             | Pamela Fryman | Jonathan Groff                | 2 de fevereiro de 2009 | 4ALH14           | 10,30               |
| Robin descobre que, se não encontrar trabalho dentro de uma semana, terá que voltar ao Canadá. No entanto, graças à ajuda de Barney, que prepara um vídeo-currículo, ela tem sucesso no empreendimento e permanece em Nova York. Enquanto isso, revisando seus currículos, Ted, Lily e Marshall decidem revisá-los removendo experiências que são importantes para eles, mas desnecessárias. |              |                               |               |                               |                        |                  |                     |
| 79 | 15           | "The Stinsons"                | Pamela Fryman | Carter Bays e Craig Thomas    | 2 de março de 2009     | 4ALH15           | 11,08               |
| O grupo percebe que Barney está estranhamente diferente do habitual e, depois de persegui-lo, eles descobrem que ele tem uma esposa falsa e um filho falso para fazer sua mãe acreditar que ele tem uma vida como a que ela sonhava. No final, Barney revela a verdade para a mãe, que não se arrepende da situação |              |                               |               |                               |                        |                  |                     |
| 80 | 16           | "Sorry, Bro"                  | Pamela Fryman | Craig Gerard e Matthew Zinman | 9 de março de 2009     | 4ALH16           | 8,51                |
| Ted está pensando em voltar com Karen, uma de suas ex que todo mundo odeia porque ela é infiel e mais de uma vez. Apesar do fato ser óbvio, Ted ainda quer lhe dar uma chance. Marshall, enquanto isso, não quer contar a história de como ele perdeu as calças no trabalho. |              |                               |               |                               |                        |                  |                     |
| 81 | 17           | "The Front Porch"             | Rob Greenberg | Chris Harris                  | 16 de março de 2009    | 4ALH17           | 9,29                |
| Ted descobre que Lily sabotou muitos de seus relacionamentos, incluindo Robin; o último é o que ele teve com Karen e, por esse motivo, discute violentamente com ela. Lily percebe que agir onipotente está errado e, portanto, pede desculpas a Ted com uma carta e com um jantar; Ted porém termina com Karen. Voltando ao apartamento, Ted pede que Robin seja o "mais um" dele e eles aproveitam a refeição que Lily preparou para se desculpar. Então Ted faz uma proposta de piada para Robin, pedindo que ela seja sua "esposa de reserva". Ela aceita. Enquanto isso, graças a Marshall, Barney descobre a conveniência de usar uma camisola masculina em vez de um smoking mais sóbrio. |              |                               |               |                               |                        |                  |                     |
| 82 | 18           | "Old King Clancy"             | Pamela Fryman | Jamie Rhonheimer              | 23 de março de 2009    | 4ALH19           | 7,36                |
| Ted perde seu emprego no Goliath National Bank, pois Bilson, o chefe, não gosta de seus planos; com o recebimento bem-sucedido, ele decidiu abrir seu próprio escritório de arquitetura. Enquanto isso, Lily, Marshall e Barney tentam adivinhar qual famoso personagem canadense Robin se recusou a jogar um estranho jogo erótico no passado. |              |                               |               |                               |                        |                  |                     |
| 83 | 19           | "Murtaugh"                    | Pamela Fryman | Joe Kelly                     | 30 de março de 2009    | 4ALH18           | 9,20                |
| Barney aceita o desafio de Ted: nas próximas 24 horas ele fará todas as coisas contidas na "lista Murtaugh", escrita por Ted. A lista contém uma série de coisas que uma pessoa, com mais de trinta anos, não pode mais fazer porque é muito velha. Da mesma forma, Ted aceita o desafio de Barney e Robin, consistindo em fazer coisas que uma pessoa, antes dos trinta anos, não pode fazer por ser muito jovem. Ambos perdem. Ao mesmo tempo, Marshall começa a treinar o time de ex-alunos de Lily, sendo criticado por ser muito severo. Durante o jogo final, Marshall tenta melhorar seu estilo de treinador ao ganhar o prêmio de participação. |              |                               |               |                               |                        |                  |                     |
| 84 | 20           | "Mosbius Designs"             | Pamela Fryman | Kourtney Kang                 | 13 de abril de 2009    | 4ALH20           | 9,56                |
| Barney conta uma piada suja, que só os homens podem entender, para Lily, que foge horrorizada; Barney acha que ele voltará em breve, enquanto Ted do futuro anuncia que, na realidade, sentindo-se profundamente ofendida, Lily ficará longe dele (e do resto do grupo) por quatro semanas. Para não ser demitido do trabalho, Marshall se torna o "cara dos esportes", aquele que organiza as apostas nos assuntos atuais. Enquanto isso, Ted, depois de ser demitido do Goliath National Bank, decide abrir seu próprio escritório de arquitetura, Mosbius Design, trabalhando em casa e também contratando um assistente, PJ. Robin não gosta que haja um estranho na casa, mas, apesar disso, ela dorme com ele, isso implica uma manifestação de ciúmes de Barney (secretamente apaixonado por Robin). Ted, depois de saber que o relacionamento entre Robin e seu assistente, despede PJ, mas logo o contrata novamente. |              |                               |               |                               |                        |                  |                     |
| 85 | 21           | "The Three Days Rule"         | Pamela Fryman | Greg Malins                   | 27 de abril de 2009    | 4ALH22           | 8,87                |
| Ted quer ligar para uma garota cujo número ele acabou de conhecer, mas Marshall e Barney são contra, porque isso vai contra a regra dos três dias, o que indica que você precisa esperar três dias para ligar para uma garota. Ted ignora seus amigos e começa a enviar mensagens para ela. Sem saber, ele se comunica com Marshall e Barney. |              |                               |               |                               |                        |                  |                     |
| 86 | 22           | "Right Place, Right Time"     | Pamela Fryman | Stephen Lloyd                 | 4 de maio de 2009      | 4ALH21           | 8,89                |
| Ted conta a seus filhos que chegou a hora de contar a história do guarda-chuva amarelo, que ele sempre disse estar diretamente relacionado à reunião com a mãe deles, e depois explica por que ele estava na rua naquele momento com aquele guarda-chuva amarelo. Mas no final ele diz que encontrou Stella. Enquanto isso, Barney dorme com a 200ª mulher. |              |                               |               |                               |                        |                  |                     |
| 87 | 23           | "As Fast as She Can"          | Pamela Fryman | Carter Bays e Craig Thomas    | 11 de maio de 2009     | 4ALH23           | 8,70                |
| Ted se encontra com Tony, que tenta recompensá-lo pelos danos causados a ele, oferecendo-lhe vários empregos. Após muita recusa, Tony deixa Stella, que pede a Ted que a ajude a convencê-lo a voltar com ela. Enquanto isso, Marshall e Robin contam a Barney como eles conseguiram evitar uma multa no passado, estimulando o Barney a tentar fazer o mesmo, mas sem sucesso. |              |                               |               |                               |                        |                  |                     |
| 88 | 24           | "The Leap"                    | Pamela Fryman | Carter Bays e Craig Thomas    | 18 de maio de 2009     | 4ALH24           | 8,73                |
| Barney confidencia a Ted que ele se apaixonou por Robin, mas ela escuta tudo e para dissuadi-lo usa a "tática de Mosby", e diz a Barney que ela se apaixonou por ele. Enquanto isso, Ted, no dia de seu trigésimo primeiro aniversário, está trabalhando em um projeto chamado "Bisteccolandia", antes de encontrar a cabra notória no banheiro, que acaba atacando-o. Enquanto estão no hospital com Ted, Robin e Barney conversam sobre seus sentimentos e, no final, eles se beijam. Ao mesmo tempo, Marshall tenta superar o medo de pular de um terraço para outro. |              |                               |               |                               |                        |                  |                     |

## Recepção
Esta temporada é a segunda mais bem classificada de How I Met Your Mother em termos de audiência, com uma média de 9.42 milhões de espectadores. No entanto, atualmente é o mais bem classificado em termos demográficos importantes para adultos entre 18 e 49 anos, que é o que os anunciantes usam para determinar quanto custa uma publicidade em 30 segundos. A quarta temporada teve uma média de 4,0/10 em termos de classificação/compartilhamento na demografia de Adultos entre 18 e 49 anos.
A quarta temporada recebeu elogios da crítica e é geralmente considerada a melhor temporada da série.  Michelle Zoromski, da IGN, atribuiu à Temporada 4 uma classificação geral de 8.5 de 10, afirmando que "Esta quarta temporada pareceu acalmar a perseguição à mãe titular. Enquanto Ted estava ocupado namorando Stella, a turma se estabeleceu em muitos episódios independentes que eram tão divertidos quanto os episódios dedicados à vida amorosa de Ted". Zoromski continuou dizendo: "Um episódio estelando Robin-Marshall, intitulado 'Little Minnesota', deixa claro que esses dois não passam tempo suficiente na tela juntos. Com Robin com saudades de casa e desempregada (e correndo o risco de ser deportada), esse par trouxe a melhor referência de Robin Sparkles da temporada, quando Marshall lidera uma empolgante versão de karaokê de Let's Go to the Mall!"

## Lançamento em DVD
| How I Met Your Mother: The Awesome Season 4                                                              | | | | | | | | |
| Detalhes do conjunto                                                                                     | Detalhes do conjunto                                                                                     | Detalhes do conjunto                                                                                     | Detalhes do conjunto                                                                                     | Características especiais | Características especiais | Características especiais | Características especiais | Características especiais |
| - 24 Episódios - 3 Discos - Inglês (Dolby Digital 5.1 Surround) - Legendas em inglês, espanhol e francês | - 24 Episódios - 3 Discos - Inglês (Dolby Digital 5.1 Surround) - Legendas em inglês, espanhol e francês | - 24 Episódios - 3 Discos - Inglês (Dolby Digital 5.1 Surround) - Legendas em inglês, espanhol e francês | - 24 Episódios - 3 Discos - Inglês (Dolby Digital 5.1 Surround) - Legendas em inglês, espanhol e francês | - comentários em 4 episódios - A Night With Your Mother: Academy of Television Arts & Sciences Panel Discussion - recapitulação da temporada - Clube de Luta do Eriksen - videoclipe ("That Guy's Awesome") - Bloopers | - comentários em 4 episódios - A Night With Your Mother: Academy of Television Arts & Sciences Panel Discussion - recapitulação da temporada - Clube de Luta do Eriksen - videoclipe ("That Guy's Awesome") - Bloopers | - comentários em 4 episódios - A Night With Your Mother: Academy of Television Arts & Sciences Panel Discussion - recapitulação da temporada - Clube de Luta do Eriksen - videoclipe ("That Guy's Awesome") - Bloopers | - comentários em 4 episódios - A Night With Your Mother: Academy of Television Arts & Sciences Panel Discussion - recapitulação da temporada - Clube de Luta do Eriksen - videoclipe ("That Guy's Awesome") - Bloopers | - comentários em 4 episódios - A Night With Your Mother: Academy of Television Arts & Sciences Panel Discussion - recapitulação da temporada - Clube de Luta do Eriksen - videoclipe ("That Guy's Awesome") - Bloopers |
| Data de lançamento                                                                                       | | | | | | | | |
| Região 1                                                                                                 | Região 1                                                                                                 | Região 1                                                                                                 | Região 2                                                                                                 | Região 2 | Região 2 | Região 4 | Região 4 | Região 4 |
| 29 de setembro de 2009                                                                                   | 29 de setembro de 2009                                                                                   | 29 de setembro de 2009                                                                                   | 19 de julho de 2010                                                                                      | 19 de julho de 2010 | 19 de julho de 2010 | 27 de outubro de 2009 | 27 de outubro de 2009 | 27 de outubro de 2009 |